# Parafia Matki Bożej Różańcowej w Nowych Chrustach
Parafia Matki Bożej Różańcowej w Nowych Chrustach – parafia rzymskokatolicka, znajdująca się w archidiecezji łódzkiej, w dekanacie koluszkowskim. 
Według stanu na miesiąc luty 2017 liczba wiernych w parafii wynosiła 1200 osób.

## Proboszczowie
- ks. Eugeniusz Kacperski[2]
- ks. Andrzej Jastrzębski[2]